# Inex
Pour les articles homonymes, voir Inex (homonymie).
L'inex est une durée égale à 358 lunaisons (ou mois synodiques), soit environ 28 ans et 50 semaines.
L'inex a la propriété intéressante d'être également proche d'un nombre demi-entier de fois la valeur du mois draconitique, ce qui le rend utile pour la prédiction des éclipses de Soleil et de Lune. En effet, une éclipse ne peut avoir lieu que si deux conditions simultanées sont respectées :
- Pleine lune ou une nouvelle lune (syzygie) ;
- Passage de la Lune à un nœud (ascendant ou descendant).

Par exemple, si on prend comme point de départ une éclipse avec la configuration suivante :
- Nouvelle lune (éclipse de Soleil) ;
- Lune au nœud ascendant.

Après une durée d'un inex, la configuration sera :
- Nouvelle lune (par définition de l'inex) ;
- Lune proche du nœud descendant (à moins de 0,1° près).

Une nouvelle éclipse de Soleil pourra avoir lieu.
Du fait que l'inex a une valeur proche d'un nombre entier de jours (10 571,95 jours), la localisation de cette éclipse sera proche de l'éclipse d'origine en longitude.

## Historique
Ce cycle a été décrit par Andrew Crommelin en 1901 et étudié par George van den Bergh (en) en 1955, qui lui donna son nom actuel.

## Sources
- A.C.D. Crommelin (1901): The 29-year eclipse cycle. Observatory xxiv nr.310,379, Oct-1901
- G. van den Bergh (1954): Eclipses in the second millennium B.C. Tjeenk Willink & Zn NV, Haarlem 1954
- G. van den Bergh (1955): Periodicity and Variation of Solar (and Lunar) Eclipses, 2 vols. Tjeenk Willink & Zn NV, Haarlem 1955